# Giovanni Vincenzo Acquaviva d'Aragona
Giovanni Vincenzo Acquaviva d'Aragona (Nápoles, 1490 - Itri, 16 de agosto de 1546) fue un prelado italiano.

## Biografía
Fue el último hijo del duque de Atri Andrea Mateo de Acquaviva y de su primera esposa Isabella Piccolomini Todeschini, que era sobrina del papa Pío III y nieta del rey Fernando I de Nápoles.
Obispo de Melfi y Rapolla desde 1537, Paulo III le nombró prefecto del castillo Sant'Angelo y le creó cardenal en el consistorio de 1542, con título de SS. Silvestre y Martín en Monti.  